# 제53회 백상예술대상
제53회 백상예술대상은 2017년 5월 3일에 열린 시상식이다.

## 수상 및 후보

### 영화 대상
- 아가씨 - 박찬욱 수상

### 영화 작품상
- 곡성(哭聲) - 나홍진 수상
- 밀정 - 김지운
- 부산행 - 연상호
- 아가씨 - 박찬욱
- 아수라 - 김성수

### 영화 감독상
- 밀정 - 김지운 수상
- 아수라 - 김성수
- 곡성(哭聲) - 나홍진
- 아가씨 - 박찬욱
- 밤의 해변에서 혼자 - 홍상수

### 영화 시나리오상
- 우리들 - 윤가은 수상
- 아수라 - 김성수
- 곡성(哭聲) - 나홍진
- 밀정 - 이지민, 박종대
- 아가씨 - 박찬욱, 정서경

### 영화 신인감독상
- 부산행 - 연상호 수상
- 우리들 - 윤가은
- 범죄의 여왕 - 이요섭
- 싱글라이더 - 이주영
- 연애담 - 이현주

### 영화 남자최우수연기상
- 밀정 - 송강호 수상
- 곡성(哭聲) - 곽도원
- 럭키 - 유해진
- 마스터 - 이병헌
- 터널 - 하정우

### 영화 여자최우수연기상
- 덕혜옹주 - 손예진 수상
- 아가씨 - 김민희
- 굿바이 싱글 - 김혜수
- 죽여주는 여자 - 윤여정
- 최악의 하루 - 한예리

### 영화 남자조연상
- 부산행 - 김의성 수상
- 부산행 - 마동석
- 더 킹 - 배성우
- 밀정 - 엄태구
- 아가씨 - 조진웅

### 영화 여자조연상
- 더 킹 - 김소진 수상
- 덕혜옹주 - 라미란
- 터널 - 배두나
- 곡성(哭聲) - 천우희
- 밀정 - 한지민

### 영화 남자신인연기상
- 더 킹 - 류준열 수상
- 형 - 도경수
- 마스터 - 우도환
- 조작된 도시 - 지창욱
- 재심 - 한재영

### 영화 여자신인연기상
- 연애담 - 이상희 수상
- 아가씨 - 김태리
- 곡성(哭聲) - 김환희
- 공조 - 윤아
- 우리들 - 최수인

### 영화 남자인기상
- 형 - 도경수 수상
- 눈발 - 진영
- 더 킹 - 류준열
- 조작된 도시 - 지창욱
- 봉이 김선달 - 시우민
- 공조 - 현빈
- 판도라 - 김남길
- 부산행 - 마동석
- 더 킹 - 조인성
- 마스터 - 김우빈
- 재심 - 정우
- 재심 - 강하늘
- 곡성(哭聲) - 곽도원
- 더 킹 - 배성우
- 밀정 - 송강호
- 럭키 - 유해진
- 마스터 - 이병헌
- 더 킹 - 정우성
- 터널 - 하정우
- 곡성(哭聲) - 황정민

### 영화 여자인기상
- 공조 - 윤아 수상
- 아가씨 - 김민희
- 아가씨 - 김태리
- 밀정 - 한지민
- 싱글라이더 - 안소희
- 탐정 홍길동: 사라진 마을 - 고아라
- 죽여주는 여자 - 윤여정
- 곡성(哭聲) - 천우희
- 아가씨 - 김해숙
- 굿바이 싱글 - 김혜수
- 곡성(哭聲) - 김환희
- 덕혜옹주 - 라미란
- 터널 - 배두나
- 다른 길이 있다 - 서예지
- 덕혜옹주 - 손예진
- 국가대표2 - 수애
- 걷기왕 - 심은경
- 미씽: 사라진 여자 - 엄지원
- 부산행 - 정유미
- 최악의 하루 - 한예리

### TV 대상
- 도깨비 - 김은숙 수상

### TV 작품상(드라마)
- 디어 마이 프렌즈 - tvN 수상
- W (더블유) - 정대윤
- 구르미 그린 달빛 - 김성윤
- 낭만닥터 김사부 - 유인식
- 도깨비 - 이응복

### TV 작품상(예능)
- 미운 우리 새끼 - SBS 수상
- 나 혼자 산다 - 최행호 외 2명
- 쇼 미 더 머니 - 최효진 외 3명
- 아는 형님 - 최창수 외 6명
- 팬텀싱어 - 김형중

### TV 작품상(교양)
- 썰전 - JTBC 수상
- 그것이 알고 싶다 - 이광훈 외 6명
- 다큐프라임 민주주의
- 임진왜란 1592
- KBS 스페셜 앎

### TV 연출상
- 낭만닥터 김사부 - 유인식 수상
- 또 오해영 - 송현욱
- 도깨비 - 이응복
- W (더블유) - 정대윤
- 디어 마이 프렌즈 - 홍종찬

### TV 극본상
- 디어 마이 프렌즈 - 노희경 수상
- 낭만닥터 김사부 - 강은경
- 도깨비 - 김은숙
- 또 오해영 - 박해영
- W (더블유) - 송재정

### TV 남자최우수연기상
- 도깨비 - 공유 수상
- 김과장 - 남궁민
- 구르미 그린 달빛 - 박보검
- 질투의 화신 - 조정석
- 낭만닥터 김사부 - 한석규

### TV 여자최우수연기상
- 또! 오해영 - 서현진 수상
- 도깨비 - 김고은
- 공항 가는 길 - 김하늘
- 힘쎈여자 도봉순 - 박보영
- 닥터스 - 박신혜

### TV 남자신인연기상
- 닥터스 - 김민석 수상
- 혼술남녀 - 공명
- 낭만닥터 김사부 - 김민재
- 힘쎈여자 도봉순 - 지수
- 구르미 그린 달빛 - 진영

### TV 여자신인연기상
- 월계수 양복점 신사들 - 이세영 수상
- 달의 연인 - 보보경심 려 - 강한나
- 마스터 - 국수의 신 - 공승연
- 굿 와이프 - 나나
- 미녀 공심이 - 방민아

### TV 남자예능상
- 양세형의 숏터뷰 - 양세형 수상
- 불타는 청춘 - 김국진
- 해피선데이-1박 2일 시즌3 - 김종민
- 미운 우리 새끼 - 박수홍
- 개그콘서트 - 유민상

### TV 여자예능상
- 나 혼자 산다 - 박나래 수상
- 언니들의 슬램덩크 - 김숙
- 개그콘서트 - 이수지
- 코미디빅리그 - 장도연
- 웃찾사 - 홍윤화

### TV 남자인기상
- 구르미 그린 달빛 - 박보검 수상
- 또 오해영 - 에릭
- 도깨비 - 공유
- 힘쎈여자 도봉순 - 박형식
- 구르미 그린 달빛 - 진영
- 달의 연인 - 보보경심 려 - 백현
- 달의 연인 - 보보경심 려 - 이준기
- 도깨비 - 이동욱
- 도깨비 - 육성재
- 쇼핑왕 루이 - 서인국
- 역도요정 김복주 - 남주혁
- 푸른 바다의 전설 - 이민호
- 혼술남녀 - 하석진
- W (더블유) - 이종석
- 질투의 화신 - 조정석
- 피고인 - 지성
- 김과장 - 남궁민
- 굿 와이프 - 윤계상
- 미씽나인 - 정경호
- 안투라지 - 조진웅

### TV 여자인기상
- 구르미 그린 달빛 - 김유정 수상
- 도깨비 - 김고은
- 닥터스 - 박신혜
- 또 오해영 - 서현진
- 힘쎈여자 도봉순 - 박보영
- W (더블유) - 한효주
- 미녀 공심이 - 방민아
- 공항 가는 길 - 김하늘
- 마스터 - 국수의 신 - 공승연
- 달의 연인 - 보보경심 려 - 아이유
- 질투의 화신 - 공효진
- 굿 와이프 - 나나
- 쇼핑왕 루이 - 남지현
- 혼술남녀 - 박하선
- 청춘시대 - 박혜수
- 도깨비 - 유인나
- 월계수 양복점 신사들 - 이세영
- 사임당 빛의 일기 - 이영애
- 굿 와이프 - 전도연
- 푸른 바다의 전설 - 전지현

### 공로상
- 김영애 수상

### InStyle상
- 공항 가는 길 - 김하늘 수상